# Rezervația botanică Dolînske
Dolînske (în ucraineană Долинський ботанічний заказник) este o rezervația botanică de importanță locală din raionul Bârzula, regiunea Odesa (Ucraina), situată lângă satul Valea Hoțului. Este administrată de întreprinderea de stat „Silvicultura Kotovsk”.
Suprafața ariei protejate constituie 815 de hectare, fiind creată în anul 1998 prin decizia Președintelui Ucrainei. Rezervația a fost creată pentru a proteja pădurile cu stejari din văi. Pe teritoriul ariei există clocotiș, crin de pădure, pulsatilla grandis, crocus reticulatus, etc. Dintre animale, se numără acvila pitică, acvila-țipătoare-mică, eretele vânăt, sfrânciocul mare, myotis nattereri, nyctalus leisleri, șarpele de alun și șarpele rău, care sunt listate în Cartea Roșie a Ucrainei.